# Vriesea incurva
Vriesea incurva là một loài thuộc chi Vriesea. Đây là loài bản địa của Bolivia, Costa Rica, Venezuela và Ecuador.